# Zesdaagse van Zuidlaren
De Zesdaagse van Zuidlaren of Zesdaagse van het Noorden is een wielerwedstrijd die in 2007 voor het eerst verreden werd. Deze eerste editie werd verreden van 11 tot en met 16 december in de Prins Bernhardhoeve in Zuidlaren. 
De tweede editie vond van 24 tot 29 november 2008 plaats. In 2009 kon de organisatie geen zesdaagse organiseren maar in 2010 zou de zesdaagse tussen 11 en 16 november terugkeren. Deze editie werd echter eind september alsnog afgelast door tegenvallende sponsorinkomsten en problemen bij de Prins Bernhardhoeve.

## Lijst van winnaars
| jaar | koppel                        |
| ---- | ----------------------------- |
| 2007 | Bruno Risi en Franco Marvulli |
| 2008 | Danny Stam en Robert Slippens |